# Auchenblae
Auchenblae, auch veraltet Auchinblae, schottisch-gälisch Achadh nam Blàth, ist eine schottische  Ortschaft in der Council Area Aberdeenshire. Sie liegt in der Region Kincardine and Mearns in der traditionellen Grafschaft Kincardineshire etwa acht Kilometer nördlich von Laurencekirk und 15 km südwestlich von Stonehaven.

## Geschichte
Angeblich begrub der Heilige Ternan die Gebeine  des Heiligen Palladius in Auchenblae. Am Südende der Ortschaft befindet sich die denkmalgeschützte St. Palladius’ Chapel. An der Kirche von Auchenblae ist ein Piktischer Symbolstein aufgestellt, der zu den ältesten der Region gehört.
In einer Flachsspinnerei wurde zwischen 1899 und 1926 eine Whiskybrennerei namens Auchenblae oder Auchinblae betrieben. Einzelne Gebäude sind erhalten geblieben.

## Verkehr
Die A90, die Dundee mit Fraserburgh verbindet, verläuft etwa vier Kilometer östlich der Ortschaft. Eine Eisenbahnverbindung besteht nicht.